# Hu Xiaoxin
Hu Xiaoxin, Chinees: 胡晓欣, (1966) is een voormalig Chinees professioneel tafeltennisster. Hu is haar achternaam.

## Belangrijkste resultaten
- WK
  -  Goud met het team in 1989 in Dortmund.
  -  Zilver in het dubbelspel in 1989 met Chen Jing in Dortmund.
  -  Brons in het dubbelspel in 1991 met Liu Wei in Chiba.